# Ди: Жажда крови
D: Жажда крови, в Японии просто Vampire Hunter D (яп. バンパイアハンターＤ бампаиа ханта: ди) — полнометражный аниме-фильм 2000 года режиссёра Ёсиаки Кавадзири, производства США, Гонконга и Японии. Является свободным продолжением фильма «Ди: Охотник на вампиров». За основу сюжета взята третья книга серии об охотнике на вампиров Ди — «Демоническая погоня», написанная Хидэюки Кикути в 1985 году. Дизайн был создан Ютакой Миновой.
Главный герой, дампир Ди, продолжает свою охоту. Мир изменился, но Ди остаётся тем, кем и был — охотником на вампиров.
В России фильм был издан на DVD компанией MC Entertainment. На аниме установлено возрастное ограничение — зрителям, достигшим 16 лет.

## Сюжет
Далёкое будущее, 13-е тысячелетие нашей эры. Долгое время Землёй правили не люди, а вампиры, но их время подходит к концу. Вместе с вампиром Майером из дома сбежала девушка Шарлотта. Они любят друг друга, поэтому Майер не хочет пить её кровь, а просто желает быть вместе с ней и убежать за край света ради любви. Родственники Шарлотты стремятся вернуть её живой или мёртвой за любые деньги, для этого нанимая охотника на вампиров — полукровку-дампира Ди. Не доверяя самому Ди, поскольку выглядит тот несколько подозрительно, они нанимают ещё группу профессиональных охотников «Братья Маркус», состоящую из человека — лидера Боргова, его брата Кайла, андроида Нолта, существа не слишком понятной природы Гроува и девушки Лейлы, примкнувшей к ним после смерти своих родителей, и между ними начинается конкурентная гонка.
Майер Линг стремится поскорее добраться до замка графини Кармиллы, вампирши, убитой Дракулой из-за большого могущества и кровожадности, но не уничтоженной. Дух графини разгуливает по своему замку, а в саркофаге на высоком помосте лежат её останки, проткнутые в области сердца увесистым мечом. В её замке находится космический корабль, на котором Майер и Шарлотта намереваются отправиться в вампирскую космическую вотчину — Город Звёзд. Охотники пытаются их перехватить на пути к замку, что оказывается не просто из-за подручных Майера (Каролины, Маширо и Бенджи), которые всячески им мешают.
Убив троицу приспешников Майера, герои-охотники по отдельности добираются до Замка Безумия. Однако из-за многочисленных галлюцинаций, насланных хозяйкой замка Кармиллой, практически все герои погибают (Боргов полностью подконтролен Кармилле, Гроув умирает, спасая от него Лейлу, Кайл и Нолт пали ранее от рук приспешников Майера, сам вампир якобы сражён наваждением Кармиллы, принявшим обличье Ди и заявившим, что «девушка хочет домой»). Кармилла в обличии Майера кусает Шарлотту, используя её кровь для того, чтобы вернуть к жизни своё настоящее тело. В этот момент появляется Ди и побеждает дух Кармиллы, что оживляет Майера, который убивает пробуждавшееся тело графини. Шарлотта ненадолго приходит в себя и Майер обещает ей, что они полетят в Город Ночи, где они будут свободны. Лейла жалеет их и отказывается от первоначального плана вернуть Шарлотту. В разгар финального поединка Майера с Ди, она бросает дампиру кольцо и тот ранит Майера, вместо того чтобы убить. Ди говорит, что так как девушка теперь мертва, ему достаточно вернуть кольцо её отцу в качестве доказательства.
Космический корабль с Майером и Шарлоттой отправляется из разрушающегося после смерти Кармиллы замка. Лейла желает им взлететь. Ракета успешно стартует и скрывается в небе на пути в Город Ночи.
В финальных кадрах виден момент похорон Лейлы в преклонном возрасте в окружении многочисленных родных. Дампир наблюдает издалека и хочет уехать, но его замечает маленькая девочка, очень похожая на Лейлу. Подбежав, она приглашает его в гости, но Ди отказывается. Ди сообщает, что приехал «…сдержать слово, данное старому другу. Она боялась, что умрёт в одиночестве. Я рад, что она ошиблась». Девочка замолкает и через мгновение говорит, что понимает, о чём говорит Ди. Она благодарит его за посещение похорон и желает счастливого пути. В финальных кадрах охотник медленно едет в долину, за которой высятся гигантские горы. Левая Рука замечает, что «…всё-таки ты не такой плохой… Просто плохо одеваешься!».

## Персонажи

### Главные
Ди — дампир, охотник на вампиров. Сын графа Дракулы. Унаследовал от вампиров частичную непереносимость солнечного света. Долго разгуливая днём, получает что-то похожее на сильнейший тепловой удар. Вернуть себе нормальное состояние может лишь зарывшись в землю. Стоически борется с жаждой крови и практически никогда не использует свои вампирские силы за исключением свойственных всем вампирам скорости и способности к регенерации.
Сэйю: Хидэюки Танака, английское озвучивание: Эндрю Филпот
Шарлотта Элборн — возлюбленная Майера, похищенная им. Девушка из достаточно богатой семьи, которая искренне влюбилась в вампира.
Сэйю: Эми Синохара, английское озвучивание: Уэнди Ли
Майер Линг (нем. Meierling) — вампир, один из последних истинных. Несмотря на прожитые века сохранил не только вполне человеческие чувства, но и изрядную долю наивности, на чём и был пойман Кармиллой.
Сэйю: Коити Ямадэра, английское озвучивание: Джон Рафтер Ли
Лейла — охотница на вампиров. Член группы «Братья Маркус». Потеряв в детстве всю семью, которую уничтожили вампиры, стала на тропу мести. Неплохой воин, но против истинных вампиров и мутантов безнадёжно проигрывает.
Сэйю: Мэгуми Хаясибара, Акико Ядзима (в детстве), английское озвучивание: Памела Эдлон
Кармилла — вампирша. Была запечатана Дракулой, из-за её ненасытной жажды крови, которая его оскорбляла. Однако её дух сохраняет полную свободу и изрядную часть силы в пределах замка. Заманила молодого и наивного Майера вместе с Шарлоттой, планируя при помощи крови последней возродить своё тело.
Сэйю: Бибари Маэда, английское озвучивание: Джулия Флетчер
Sehr geehrter Graf Meierling!

Das Tor zu den Sternen ist bei mir.
Hoffentlich kommen Sie hier bald in bester Gesundheit an.
Das wünsche ich Ihnen von ganzem Herzen.

In Freundschaft
Ihre Gräfin C
(текст письма Кармиллы Майеру)

### Второстепенные
Боргов — глава охотников за головами. Жесток, циничен, прагматик. В бою использует закреплённый на предплечье скорострельный арбалет, стреляющий серебряными стрелами.
Сэйю: Юсаку Яра, английское озвучивание: Мэтт Маккензи
Гроув (англ. «Роща/Шахта») — член группы «Братья Маркус». Искренне любит Лейлу, относится к ней, как к дочери. Обладает довольно странной разновидностью паракинетической способности — после введения некого препарата впадает в состояние клинической смерти, его дух отделяется от тела и летит громить нечисть исходящими от его тела лучами неизвестной природы, губительными для вампиров. В танке можно заметить аппаратуру для реанимации, с помощью которой его, очевидно, возвращают к жизни. В остальное время практически бессилен. Всё время проводит на специально оборудованной лежанке в БТРе «Братьев», двигаться почти не может. Питается внутривенно. Каждый из сеансов выхода души из тела ужасно истощает его, но его свободно парящий дух, отделённый от тела всегда выглядит улыбающимся. Погибает в конце при попытке защитить Лейлу от Кармиллы.
Сэйю: Тосихико Сэки, английское озвучивание: Джек Флетчер
Нолт — огромного роста и силы киборг. В бою использует заострённый с одного конца молот, на который буквально насаживает врагов. Был убит Бэнджи в начале.
Сэйю: Рюдзабуро Отомо, английское озвучивание: Джон Ди Маджо
Кайл — последний из охотников за головами. В бою использует гибрид ножей, бумерангов и сюрикэнов. Судя по тому, с какой лёгкостью оружие режет сталь, они изготовлены с использованием футуристической технологии. Погибает при подходе к замку Кармиллы от руки Маширо.
Сэйю: Хотю Оцука, английское озвучивание: Алекс Фернандес
Левая Рука — симбиот дампира Ди, любит давать ему советы по ходу повествования.Любит делать саркастические замечания по тому или иному поводу и обладает неплохим чувством юмора, обладает способностью поглощать враждебную магию. 
Сэйю: Итиро Нагаи, английское озвучивание: Майкл Макшейн
Алан Элборн — брат Шарлотты. Наниматель Ди и братьев Маркус.
Сэйю: Кодзи Цудзитани, английское озвучивание: Джон Демита
Джон Элборн — отец Шарлотты, из-за неспособности ходить прикован к инвалидному креслу
Сэйю: Мотому Киёкава, английское озвучивание: Джон Ди Маджо
Каролина — одна из трёх элитных воинов Барбароя, приставленных охранять Майера. Девушка - демон, способная сливаться с любым материалом и превращать его в оружие, от этого зависит её уязвимость.
Сэйю: Ёко Соми, английское озвучивание: Мэри Элизабет Макглинн
Маширо — второй охранник Майера, элитный воин Барбароя с развитым чувством долга и верности. Лидер команды приспешников Майера, рослый мускулистый брюнет с симбиотом-волчьей головой в животе. Похож на классического оборотня и обладает разновидностью телепатии — видит сквозь предметы.
Сэйю: Ринтаро Ниси, английское озвучивание: Джон Ди Маджо
Бэнджи — третий охранник Майера, элитный воин Барбароя. Умеет управлять тенями — сливаться с ними для маскировки, создавать теневые ловушки и поглощать любые световые атаки, при этом также вооружён копьём.
Сэйю: Кэйдзи Фудзивара, английское озвучивание: Дуайт Шульц

## Музыка
| №   | Название                 | Длительность |
| --- | ------------------------ | ------------ |
| 1.  | «Opening»                | 3:05         |
| 2.  | «Marcus Brothers»        | 2:56         |
| 3.  | «Hunter D»               | 0:55         |
| 4.  | «Sandmantas / Rest Area» | 4:57         |
| 5.  | «Meier's Pain»           | 1:00         |
| 6.  | «Benge»                  | 3:23         |
| 7.  | «Village of Barbarois»   | 1:23         |
| 8.  | «Grove»                  | 3:46         |
| 9.  | «Come out you Coward»    | 1:49         |
| 10. | «The Letter»             | 0:42         |
| 11. | «Poke's Story»           | 2:19         |
| 12. | «Sunlight»               | 0:40         |
| 13. | «Into the Trees»         | 2:19         |
| 14. | «Caroline's Revenge»     | 0:40         |
| 15. | «Leila's Feelings»       | 2:23         |
| 16. | «The Bridge»             | 0:32         |
| 17. | «Mortal Meier»           | 4:03         |
| 18. | «The Castle of Chaythe»  | 2:23         |
| 19. | «The Rocket Hall»        | 3:11         |
| 20. | «Hallucinations»         | 6:26         |
| 21. | «Vampyra Missa»          | 5:40         |
| 22. | «Charlotte's Love»       | 1:32         |
| 23. | «The Ring»               | 2:47         |
| 24. | «Outside the Castle»     | 1:07         |
| 25. | «A Bit(e) of Hope»       | 1:51         |
| 26. | «The Promise»            | 1:13         |
| 27. | «Far Away»               | 3:12         |

Саундтрек вышел под названием Vampire Hunter D, как и его предшественник. Ограниченное издание появилось 3 мая 2001 года. В 2018 году Tiger Lab Vinyl выпустил две грампластинки, отличие заключается в ремастеринге и отсутствии последнего трека. Винил представлен в жёлтом (Solid Yellow) и красном (Dhampir Burst) вариантах.
Завершающая композиция:
1. «Far Away» («Далеко»), в исполнении группы Do As Infinity

Музыка, оркестровка и дирижирование — Марко Д’Амброзио, кроме «Far Away» — Do As Infinity, аранжировка — Сэидзи Камэда; дирижёр хора — Ашер Рабой; голоса — Quire Quodlibet. Оркестр и хор записаны на студии Spark в Эмеривилле. Звукорежиссёры — Боб Леви, Майк Бемесдерфер и Кристофер Эш. Сведение — Марко Д’Амброзио в MarcoCo. Studios, Калифорния. Мастеринг — Тэцуя Ямамото и Рэна Коянаги на Avex Studio. Реставрация и ремастеринг — Хеба Кадри, Timeless Mastering.

## Производство и выпуск
В конце 1990-х годов американская компания Urban Vision получила лицензии на Wicked City, Vampire Hunter D и проявила заинтересованность в финансировании сиквела. Было достигнуто соглашение о создании полнометражного фильма, основанного на третьем романе Кикути, одобрившего сценарий и более качественную анимацию от студии Madhouse и режиссёра Ёсиаки Кавадзири. Совместное производство (проект продюсера Матаитиро Ямамото) предполагало выпуск в кинотеатрах Японии и США, но прежде всего, на американских видеоносителях. Английское озвучивание записывалось в Голливуде в 1999 году, анимация создавалась в Токио. Кавадзири приехал в Калифорнию, чтобы контролировать работу в студии композитора Марко Д’Амброзио. Дизайн ключевых персонажей разработал Ёситака Амано, за остальных отвечал Ютака Минова. Принято решение сделать «D: Жажда крови» визуально отличным от первого фильма, главной причиной являлась книга «Демоническая погоня». Вместо сюжета, ограниченного городом и близлежащим замком вампиров, «Жажда крови» показывает сельскую местность, которая меняется от леса к пустыне, от гор к берегу озера; от полуразрушенного старого европейского поселения монстров, до оживлённого американского пограничного городка на Диком Западе.
Фильм сначала вышел в Японии на DVD от Avex Pictures в 2001 году. В 2002 году Urban Vision выпустила американское издание. Японский оригинал был цифровым 1,78:1 (16:9). Формат для США — 1,85:1 (анаморфированный), звук — только английский Dolby Digital 5.1. Видео для того времени и носителя отличное. Негативные отзывы получили голоса актёров. «Ди: Жажда крови» изначально был озвучен на английском языке. Некоторые поклонники могли возмутиться этим. На ресивере часто приходилось увеличивать громкость, а потом убавлять, когда шли музыка и другие звуки. В меню на фоне есть силуэты летучей мыши или Левой руки. Дополнительные материалы включают рассказ о производстве на 22 минуты (интервью с актёрами озвучивания, режиссёром Кавадзири и производственной командой, запись музыки), раскадровку и финальные кадры, выбор фанатов: топ-10 сцен из фильма, американские и японские трейлеры, а также ролики корейского телевидения. Диск получил итоговую оценку «Рекомендовано».
18 ноября 2004 года «Ди: Жажда крови» был показан на Третьем московском аниме-фестивале. Британский совет по классификации фильмов присвоил рейтинг 15, а в Германии FSK рекомендовано с 16 лет.
В 2015 году Discotek Media издала фильм на Blu-ray опять только с английской звуковой дорожкой и субтитрами. Большинство дополнений взяты из DVD Urban Vision, в том числе раскадровки, 22 минуты «За кадром» и трейлеры. Добавлена галерея изображений. Звук оказался улучшен — DTS-HD Master Audio 5.1 с глубоким резонансом и прочими эффектами. Обложка стала немного ярче. Это не так много, как могли надеяться покупатели. Важно помнить, что «Ди: Жажда крови» был снят на плёнку с использованием ряда устаревших цифровых технологий, а не методами традиционной анимации. Он не мог выглядеть таким же чётким и свежим, как Cowboy Bebop. В субтитрах используется слово «dunpeal», а в первом фильме — «dhampyr», что ставит вопрос о неверном переводе.  The Fandom Post включил «Ди: Жажда крови» в список лучших классических аниме-релизов 2015 года.
В 2018 году Anime Limited выпустила Blu-ray и DVD для Великобритании. Лицензия основана на версии Discotek Media, и нового материала нет. Есть две незначительные проблемы с цветом: на мрачном чёрном иногда теряются детали, а видео остаётся довольно зернистым. В некоторых сценах очень много мигающих изображений, поэтому страдающим эпилепсией следует быть осторожными перед просмотром. Самым большим недостатком является отсутствие японского озвучивания. В 2025 году Avex Pictures издала Vampire Hunter D на английском и японском языках (в последней финал был записан отдельно), со звуком DTS-HD Master Audio 5.1 и LPCM 2.0, специальная коллекция Blu-ray вышла ограниченным тиражом в новом оформлении. Дополнительные материалы: за кулисами фильма, театральный трейлер (японская и американская версии), телереклама, промо-видео международной версии, мировая премьера и интервью (Ёсиаки Кавадзири, Ютака Минова и Рюки «Мафия» Кадзита), 48-страничная книга, оригинальный саундтрек на CD, необработанная 35-мм киноплёнка.

## Критика
Metacritic дал 62 балла из 100 возможных на основании 15 рецензий. На Rotten Tomatoes рейтинг составляет 70 % с учётом 33 критических обзоров. Борис Иванов из редакции сайта Hi-Fi.ru дал «Ди: Жажда крови» 7 место среди 100 лучших аниме за всю историю кино. Журнал Paste присудил 91 позицию в списке 100 лучших аниме-фильмов. Также «Ди: Жажда крови» входит в список 50 лучших аниме всех времён по версии журнала «АнимеГид». TV Guide поставил две с половиной из пяти звёзд, напомнив цитату, что мёртвые ездят быстро. Хотя фильму не хватает навязчивости Blood: The Last Vampire, он рассказывает историю полностью, а не фрагментарно, поэтому выглядит удовлетворительно. 
Майер Линг и Шарлотта отсылают к «Дракуле Брэма Стокера» Копполы, существа из пустыни — к «Дюне» Линча, а постапокалиптическая атмосфера взята из последствий атомных бомбардировок Хиросимы и Нагасаки. Также заметно влияние спагетти-вестернов, таких как «Джанго», «Сабата» и даже «Принесите мне голову Альфредо Гарсиа». Братья Маркус напоминают «Великолепную семёрку». Аниме в целом можно считать ремейком «Семь самураев». В дополнительных материалах на DVD Кавадзири сказал, что ему очень нравятся вестерны, примером этого служит сцена, когда Ди покупает коня, а шериф хочет его отобрать и прогнать дампира из города. С другой стороны, Д’Амброзио добавил, что режиссёр показал ему старые японские фильмы, чтобы помочь воспроизвести звук самурайского меча во время сражений.
The Philadelphia Inquirer назвала Vampire Hunter D: Bloodlust постапокалиптической задумчивой историей о жажде вампиров, где «Дикий, дикий Вест» встречает трансильванских готов. Фильм представляет собой жанровую имитацию, жестокую, угрюмую и погруженную в себя. Шляпа Ди с широкими краями напоминает, как Майкл Джексон скрывал своё лицо, а Лейла похожа на девушку-панка. Это интересно смотреть, но разочаровывают актёры английского озвучивания и статичная анимация. The Seattle Times считает фильм шероховатым, футуристическим, готическим романом-вестерном. Поклонники аниме 1985 года должны быть довольны. Улучшения — это визуальные эффекты и дизайн Ютаки Миновы. Особенно хорошо выполнена начальная сцена похищения. Однако для более широкой привлекательности не получилось расширить границы жанра. «Жажде крови» не хватает напряжения и страха. Ди остаётся плоским, не приближаясь к загадочной привлекательности и грозному виду Человека без имени. Он по большей части неуязвим, поэтому слишком трудно увлечься происходящим с ним.
По мнению The New York Times, «D: Жажда крови» не достиг уровня работ Миядзаки, но здесь есть несколько ярких визуальных идей и занимательная концепция, сочетающая внешний вид и дух одиночества вестернов Серджо Леоне с готическими декорациями и насилием фильмов ужасов Марио Бавы. На японцев сильно влияли итальянские режиссёры 1960-х годов. «Жажда крови» также заимствует вещи из франшиз «Безумный Макс», «Терминатор» и «Звёздные войны». Новый «Ди» был создан для международного проката, бюджет соизмерим с амбициями: фоны щедро детализированы, дизайн персонажей намного сложнее, чем это обычно бывает у большеглазых героев, анимация стремится к плавности и подвижности, хотя и не как у Диснея, но намного превосходит аниме 1998 года. Дампир сильно напоминает охотника за головами, которого Клинт Иствуд сыграл в фильмах Леоне и ронина из «Телохранителя» Куросавы. Как известно, такие мужчины немногословны. Откровенный наёмник и решительный одиночка до тех пор, пока его благородство не раскрывается самоотверженным жестом. Он классический изгой, «воюющий с самим собой», не знающий, как уравновесить гуманистические порывы с жаждой крови. Хотя действие разворачивается в далёком будущем, для Ди предпочтительный способ передвижения — чёрный скакун. Шарлотта похожа на невинную викторианскую женщину, Майер Линг одевается как при Старом режиме, а наёмники взяли форму у WWE. Ди испытывает странную симпатию к Лейле. Визуальная составляющая быстро берёт верх над сюжетом, и пока зрители восхищаются постановкой Кавадзири, меняющейся от Эдварда Гори к Фредерику Ремингтону, легко потерять смысл. Девушка не была похищена против своей воли; Ди, пытаясь вернуть её к бессердечному отцу, сталкивается с моральной дилеммой, которая потрясает его до глубины души. «D: Жажда крови» — красивый, хорошо выполненный фильм, который, тем не менее, кажется затянутым. Присвоен рейтинг R за жестокость и насилие. Это подходит для поклонников аниме, но не годится для непосвящённых. Дэйв Кер считает, что лучше посмотреть «Призрак в доспехах» или Perfect Blue.
Animefringe отметил, что фильм в США показывали на Хеллоуин 2000 года. В Интернете было много обсуждений, публика ждала второго пришествия Ди. Боргов и его команда могли бы преподать Джеймсу Вудсу и Дэниелу Болдуину пару уроков по расчленению. Самый развитый персонаж — Лейла, трагическая охотница за головами и любовный интерес дампира. Трио из города монстров (оборотень, тень и девушка-растение) больше похоже на злодеев из «Манускрипта ниндзя». Разочаровывает противостояние Ди с оборотнем, где сильный монстр истекает кровью и быстро умирает. Здесь нет страха и ужасных смертей, очень мало крови. Главная проблема в способности героев не отставать от своей цели и в ожиданиях зрителей, кто герой, а кто злодей. Это, по сути, PG-13 — отличное приключение и фэнтези, но не хоррор.
THEM Anime поставил максимальную оценку — пять звёзд. Зрители, смотревшие первый спагетти-вестерн «D: Охотник на вампиров», указывали на недостатки и решали, как его лучше сделать. Можно поспорить на разумную сумму денег, что «Жажда крови» является тем фильмом, который все хотели увидеть. Madhouse снова преподнесла отличный приключенческий хоррор-боевик о вампирах, который порадует самых ярых поклонников франшизы. Художественное исполнение поразительно, наполнено деталями и плавно анимировано. Персонажи нарисованы так, что заставляют вспомнить «Манускрипт ниндзя» и кивнуть в знак признательности. Музыка тоже звучит профессионально, в основном это оркестр с добавлением хора. Даже отложив в сторону дубляж, хорошим примером служит фраза: «Если с первого раза не удалось — пробуй снова и снова». Также рекомендуются «Хеллсинг», Night Walker и Vampire Princess Miyu.
«АнимеГид» в рецензии 2004 года обращает внимание на следующее: то, что в современности называется «готикой», к средневековью почти не имеет отношения. «Чёрный», «готический» роман возник в другую эпоху, когда искусство окончательно разочаровалось в идеалах Возрождения и Просвещения. Оптимизм сменился мрачностью и меланхолией, гуманизм — презрением к людям, вера в разум — ставкой на гротеск, абсурд и ужас. Материалом стали Средние века с химерами, ведьмами, инквизицией и чумой, но взгляд на это был иным. Первые авторы, которых можно отнести к данному направлению (Шелли, Гофман) пользовались историей, как художник — палитрой, «выбирая из неё подходящие кусочки, вынимая их из контекста и используя, чтобы создать нечто совершенно новое». «Готика наших дней» продолжает традиции основателей жанра. «Всё та же эклектика, только палитра стала гораздо шире», «готический» ужас теперь возможен, к примеру, в космосе («Магнитная роза» из антологии «Воспоминания о будущем») или современном мегаполисе («Вампирские хроники» Энн Райс), а в готик-роке орган соседствует с электрогитарами. «D: Жажда крови» — полноправный наследник «готической» традиции, «не разбазаривающий наследство предков», как это делает ряд популярных «страшилок», но приумножающий его. Начавшись как средневековый хоррор, история продолжается в духе вестерна. Антураж повествования меняется постоянно. Вслед за «вестерном» видны стая упырей, пустыня с городскими развалинами, сюрреалистичная сцена отъезда Майер Линга из убежища, фантасмагория, «цирк уродов» — страна мутантов-барбароидов, колонны античных руин, заснеженный горный перевал, колоссальный готический замок. Такая смена декораций не вредит атмосфере фильма. Наоборот, сквозь этот калейдоскоп проявляется цельная картина мира будущего, где от цивилизации остались лишь руины, и правящие вампиры нещадно терроризируют выживших. Но у человечества остаётся надежда.
Прорисовка добавляет атмосферы. Каждая сцена изображена в деталях. Художники не скупятся на выдумку. Богатый и насыщенный видеоряд нельзя упрекнуть ни в скучном однообразии, ни в «раздражающем мельтешении». Действующие лица фильма, как и его мир, отличаются проработанностью — оригинальный дизайн главных героев принадлежит Ёситаке Амано. Но даже второстепенные персонажи не выглядят как безликие манекены — у любого есть собственные «фишки», за которыми стоит история, даже если она остаётся нерассказанной. Множество мелочей во внешности, поведении, мимике делает нарисованных людей живыми. Личности тех, кто находится в центре повествования — Ди, Лейлы, Майер Линга, Шарлотты — изображены особенно ярко, красиво и подробно, хотя и не выделяются большой оригинальностью. Создатели фильма следуют канонам жанра, и персонажи во многом типичны. Обычные для «готики» и боевика сюжетные ходы «не намечаются парой штрихов, а вписываются в деталях», как и внешность героев. В каждом случае пафос оправдан. Майер Линг постепенно раскрывается глубже, превращаясь в сложную трагическую фигуру. У одних он, искренне любящий человека, несмотря на презрение к людскому роду в целом, вызовет сочувствие, у других — отвращение. Непрост Ди, в душе которого человеческая природа сражается с вампирской. Отверженный и ненавидимый, подобно ведьмаку Сапковского, теми, кого спасает, он не прекращает защищать своих гонителей. Раскрывается и характер Шарлотты — она оказывается не беспомощной жертвой, а отважной, хотя и хрупкой, девушкой, бросившей всё ради любви красавицы к чудовищу. Расставляя акценты по-своему, авторы оставляют за зрителем право на иной взгляд. 
Сюжет фильма также сложен и интересен, как его герои. D не привносит ничего революционного, целиком остаётся в русле «готики» и романтизма, но не становится от этого ни банальным, ни легко предсказуемым. В то время как другой представитель жанра, сериал «Хеллсинг», перекраивает все каноны «готической» традиции, D продолжает и развивает её. «Супермены из дешёвых боевиков» неоднократно легко спасают мир. В D всё наоборот: несмотря на эпический размах и глубину сюжета, никому не приходится биться с Владыкой Тьмы за будущее вселенной. Бегство Майер Линга и Шарлотты, прошлое и настоящее Лейлы, борьба в Ди человека и вампира, его война против собственного народа, легенда об исходе в Город Ночи и скорбь последнего вампира о конце их владычества стоят сотни лубков «как наши герои спасали мир». По мнению обозревателя журнала, ничего эпохального здесь не нужно, ведь драмы, что разыгрываются между людьми, могут быть не менее напряжёнными, чем истории возвышения и падения империй. Великие эпосы рассказывают о Тристане и Изольде, Зигфриде и Кримхильде, Артуре, Ланселоте и Гвиневре, а не о поиске 47 лунных кристаллов и убийстве Повелителя Ужаса. В D ощущается ход истории, но плавный, без резких движений. Мир меняется столетиями, «не одним ударом клинка». Уходят в прошлое времена владычества вампиров, правивший страх, и в финале девочка безо всякой опаски подбегает к незнакомому всаднику в чёрном. «Готика» исчезает из мира «Охотника Ди».